# Meprotixol
Meprotixol là một thuốc giảm ho. Nó cũng đã được sử dụng để điều trị các bệnh thấp khớp.